# Anastasios Lagos
Anastasios Lagos, conosciuto anche come Tasos Lagos (in greco: Αναστάσιος Λαγός o Τάσος Λαγός; Almyros, 12 aprile 1992), è un calciatore greco, centrocampista del Pierikos.

## Statistiche

### Presenze e reti nei club
Statistiche aggiornate al 27 settembre 2015.
| Stagione        | Squadra         | Campionato      | Campionato | Campionato | Coppe nazionali | Coppe nazionali | Coppe nazionali | Coppe continentali | Coppe continentali | Coppe continentali | Altre coppe | Altre coppe | Altre coppe | Totale | Totale |
| Stagione        | Squadra         | Comp            | Pres       | Reti       | Comp            | Pres            | Reti            | Comp               | Pres               | Reti               | Comp        | Pres        | Reti        | Pres   | Reti   |
| --------------- | --------------- | --------------- | ---------- | ---------- | --------------- | --------------- | --------------- | ------------------ | ------------------ | ------------------ | ----------- | ----------- | ----------- | ------ | ------ |
| 2011-2012       | Panathinaikos   | SL              | 1          | 0          | CG              | 1               | 0               | UCL+UEL            | 0                  | 0                  | -           | -           | -           | 2      | 0      |
| 2012-2013       | Panathinaikos   | SL              | 5          | 0          | CG              | 2               | 0               | UCL+UEL            | 0+1                | 0                  | -           | -           | -           | 8      | 0      |
| 2013-2014       | Panathinaikos   | SL              | 26+6       | 2+1        | CG              | 6               | 0               | -                  | -                  | -                  | -           | -           | -           | 38     | 3      |
| 2014-2015       | Panathinaikos   | SL              | 29+5       | 2          | CG              | 5               | 0               | UCL+UEL            | 1+7                | 0                  | -           | -           | -           | 47     | 2      |
| 2015-2016       | Panathinaikos   | SL              | 4          | 0          | CG              | 0               | 0               | UCL+UEL            | 2+2                | 0                  | -           | -           | -           | 8      | 0      |
| Totale carriera | Totale carriera | Totale carriera | 65+11      | 4+1        |                 | 14              | 0               |                    | 13                 | 0                  |             | -           | -           | 103    | 5      |

## Palmarès

### Club

#### Competizioni nazionali
- Coppa di Grecia: 1

Panathīnaïkos: 2013-2014